# 卡尼奥 (特伦托自治省)
卡尼奥（義大利語：Cagnò），曾是意大利特伦托自治省的一个市镇。总面积3平方公里，人口371人，人口密度123.7人/平方公里（2009年）。ISTAT代码为022030。
2020年1月1日布雷兹、卡尼奥、克洛兹、雷沃和罗马洛五个市镇合并为新的诺韦拉市镇。